# Felix Moeschlin
Felix Moeschlin, né le 31 juillet 1882 à Bâle (originaire du même lieu et de Witterswil) et mort le 4 octobre 1969 dans la même ville, est un écrivain, dramaturge, journaliste et homme politique suisse, membre de l'Alliance des indépendants.
Il est député du canton de Zurich au Conseil national de 1939 à 1943, puis du canton de Bâle-Ville de 1943 à 1947.

## Biographie
Felix Moeschlin naît le 31 juillet 1882 à Bâle. Il est originaire du même lieu et de Witterswil, dans le canton de Soleure. Son père, qui porte le même nom que lui, est instituteur et responsable d'une bibliothèque ; sa mère est née Anna Maria Kayser.
Il grandit et suit sa scolarité à Bâle. Après sa maturité, il entame des études de médecine, qu'il interrompt au bout d'un an pour des études de géologie et de botanique aux universités de Bâle et de Zurich de 1900 à 1904, sans les mener à terme,. Il voyage en Italie en 1904, puis, après avoir repris des études d'économie pendant deux semestres à Bâle, se rend à Lyon en 1905 et à Berlin en 1906,. Il se rend ensuite pour la première fois en Suède, où il vit dans une cabane près d'un lac avant de rentrer à Bâle en 1908. 
Il exerce à partir de 1905 la profession de journaliste et d'écrivain,. Il travaille notamment pour la revue Schweizerland (als), pour le Beobachter et, de 1939 à 1942, pour le quotidien Die Tat,. 
Il réside en Suède entre 1909 et 1914, puis rentre en Suisse, où il devient directeur du tourisme à Arosa, dans le canton des Grisons. Il vit ensuite à Uetikon am See, dans le canton de Zurich, de 1920 à 1941, puis à Brissago, dans le canton du Tessin jusqu'en 1965.
Il épouse en 1908 la peintre suédoise Elsa Moeschlin-Hammar (de),,  rencontrée lors de son séjour à Berlin. Ils ont deux fils, dont le médecin toxicologue Sven Moeschlin (de), et une fille.
Il meurt le 4 octobre 1969 à Bâle, à la Leimenklinik, onze ans après sa femme.

## Parcours littéraire
Il est influencé par Tolstoï, Henry David Thoreau et Walt Whitman pendant sa jeunesse. 
Il écrit plusieurs drames et pièces en un acte, mais peu sont joués : Diamanten en 1914 au Stadttheater Basel ; Alte Liebe rostet nicht en 1921 à la Freie Bühne Zürich ; Die zehnte Frau en 1923 au Stadttheater Basel. Sa pièce la plus importante, Die Revolution des Herzens, est publiée en 1918 et jouée pour la première fois en 1925 au Schauspielhaus de Zurich.
Il est également l'auteur de nombreux romans. Le premier, Die Königschmieds, est écrit en l'espace de trois mois en 1908 et paraît en 1909 dans la Neue Zürcher Zeitung. Le plus célèbre, Der Amerika-Johann, paru en 1912, se déroule en Suède (en Dalécarlie), où il réside à l'époque, et raconte le retour dans son village natal d'un émigré suédois qui a fait fortune aux États-Unis et qui transpose ses nouvelles valeurs matérialistes et consuméristes à cette culture paysanne jusqu'à la mener à la ruine et entraîner son propre assassinat. 
Barbar und Römer, paru en 1931, est un roman qui parle de la fascination d'un intellectuel suisse pour le fascisme. Plus tard, Der schöne Fersen, paru en 1937, connaît un succès international. 
Son œuvre principale est cependant Wir durchbohren den Gotthard, parue en deux volumes successifs en 1947 et 1949, dans laquelle il rend hommage au travail collectif ayant permis la construction du tunnel ferroviaire du Gothard, tout en critiquant le capitalisme sauvage du XIXe siècle.
Il est président de la Société suisse des écrivains, succédant à l'écrivain Robert Faesi (de), de 1924 à 1942, puis président honoraire. Il soutient à ce titre la demande de l'association faite à partir de 1933 d'interdire aux écrivains immigrés « sans envergure » de travailler.

## Parcours politique
Il est député du canton de Zurich au Conseil national  de 1939 à 1943, puis du canton de Bâle-Ville de 1943 à 1947, les deux fois sous les couleurs de l'Alliance des indépendants.
Il défend des convictions antialcooliques et autarciques.
En 1934, lors de la Grande Dépression, il lance un appel pour la création d'une colonie au Brésil dans laquelle pourraient émigrer les chômeurs suisses, appel qui a un grand écho et qu'il résume dans une brochure intitulée Weltkolonisation, Auswanderung (suivie de deux autres). Il crée en mars 1935 une association d'utilité publique visant à acquérir des terres en Amérique du Sud ou en Afrique et s'envole en octobre de la même année en zeppelin pour Rio de Janeiro, d'où il explore pendant un an le pays et publiant régulièrement des articles à ce sujet dans le Beobachter. Il finit par obtenir du gouverneur de l'État de Paraná une offre de vente de 500 000 hectares pour 1,75 million de francs suisses, mais se heurte au refus du Conseil fédéral, qui juge l'opération trop risquée.

## Distinctions
- 1933 : Docteur honoris causa de l'Université de Zurich[1]
- 1935 : prix littéraire de la ville de Zurich[1],[11]
- 1962 : prix artistique de la ville de Soleure[1] et bourgeois d'honneur de Witterswil[7]

## Hommage
Une stèle commémorative rappelle son souvenir à Uetikon am See, au lieu dit Brandrain.

## Œuvres

### Théâtre
- (de) Die Revolution des Herzens : Ein Schweizerdrama. 1917, Zurich, Rascher & Cie, 1918, 75 p.
- (de) Die zehnte Frau : Lustspiel in 1 Akt., Zurich, Rascher & Cie, 1931, 56 p.

### Romans
- (de) Die Königschmieds, Berlin, Wiegandt & Grieben, 1909, 400 p.
- (de) Der Amerika-Johann : ein Bauernroman aus Schweden, Leipzig et Zurich, Grethlein & Co, 1912, 432 p.
- (de) Der glückliche Sommer, Leipzig et Zurich, Grethlein & Co., 1920, 312 p.
- (de) Wachtmeister Vögeli, Leipzig et Zurich, Grethlein & Co., 1922, 384 p.
- (de) Barbar und Römer, Berne, A. Francke, 1931, 384 p.
- (de) Der schöne Fersen : Marie Antoinettes grosse Liebe, Zurich et Leipzig, A. Müller, 1937, 404 p. (Le beau Fersen, le grand amour de Marie-Antoinette  (trad. Marianne Gagnebin-Maurer), Zurich, A. Müller, 1940, 362 p.)
- (de) Morgen geht die Sonne auf (Eine Vision unserer Tage um Sahara-Öl und Atomkraft), Zurich et Stuttgart, Artemis-Verlag, 1958, 219 p.

### Autres
- (de) Eidgenössische Glossen, 1922/1928 : Ein Buch für Bundesräte, Ständeräte und Nationalräte, Regierungsräte und Kantonsräte, Stadträte, Gemeinderäte und solche, die es werden wollen., Erlenbach-Zurich, E. Rentsch, 1929, 290 p.
- (de) Weltkolonisation! Auswanderung! : Ein Beitrag zum eidg. Arbeitsbeschaffungsprogramm, Bâle, E. Birkhäuser & Cie, 1934, 36 p.
- (de) Gross-Siedlung in Brasilien? Ein Kolonie-Plan Schweiz-Parana, Lucerne, Montana-Verlag, 1936, 88 p.
- (de) Ich suche Land in Südbrasilien Erlebnisse und Ergebnisse einer Studienreise, Zurich et Leipzig, A. Müller, 1937, 167 p.
- (de) Wir durchbohren den Gotthard, Zurich, Büchergilde Gutenberg, 1947-1949, 496 et 527 p.
- (de) Wie ich meinen Weg fand, Bâle, Gute Schriften, 1953, 63 p.
- (de) Ich bin dein, und du bist mein / Aus dem Briefwechsel Elsa Hammar, Zurich et Stuttgart, Artemis-Verlag, 1955, 615 p.